# Frescobaldi (Familie)
Die toskanische Familie der Frescobaldi, nach der Nobilitierung de’ Frescobaldi, ist seit 1300 in Florenz nachweisbar und stieg vom 15. zum 17. Jahrhundert zu einer der wohlhabendsten und einflussreichsten Florentiner Familien auf. Der Reichtum der Frescobaldi gründete auf ihren Bankgeschäften und dem Textilhandel. Früher als andere Florentiner Familien engagierten sie sich in der Landwirtschaft, insbesondere dem Weinbau. Heute ist Frescobaldi einer der größten Produzenten von Qualitätsweinen in der Toskana.

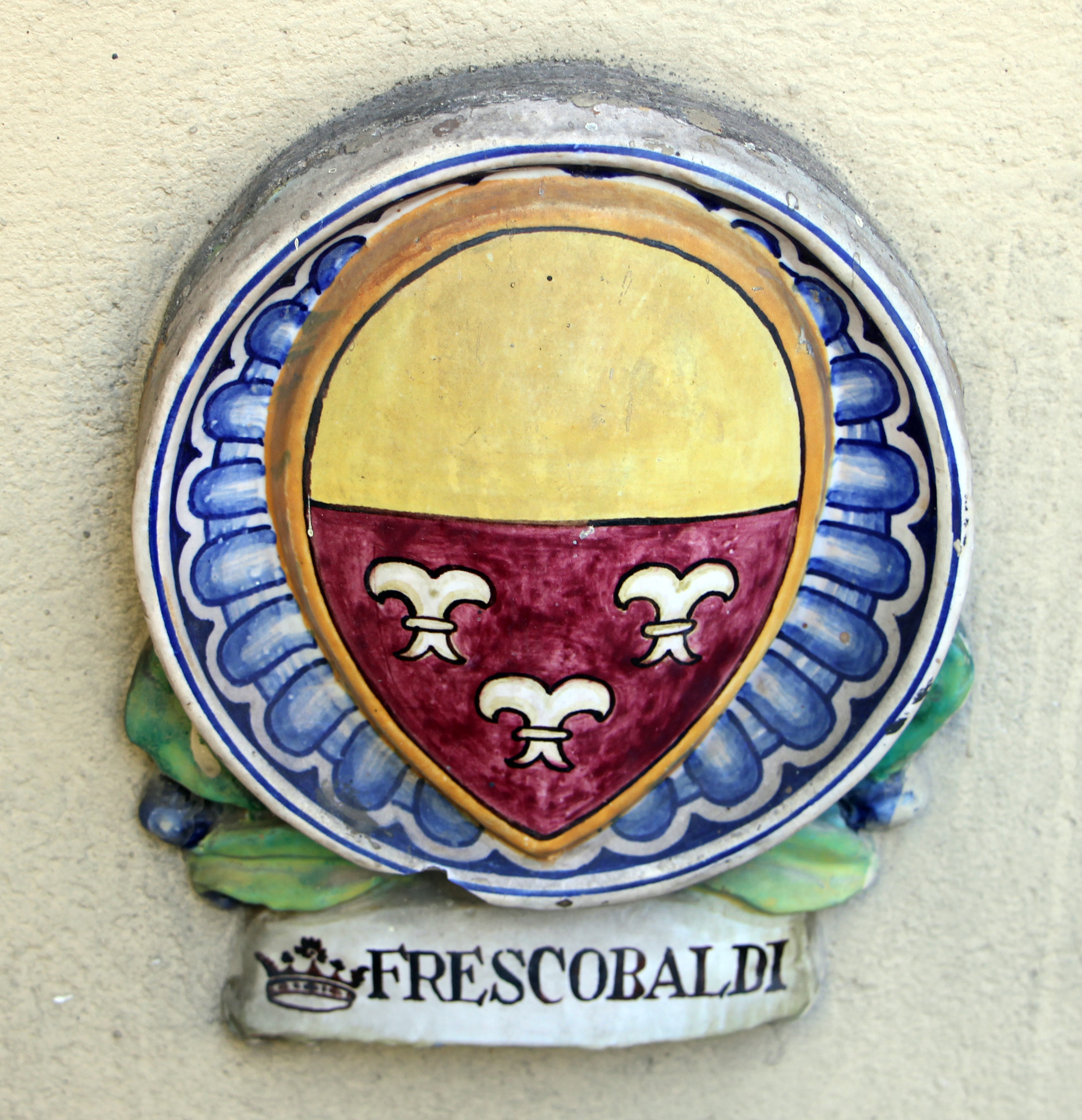
Frescobaldi-Wappen im Tabernakel San Francesco der Pieve di San Lorenzo im Mugello (1926)

## Wappen
Das Wappen der Frescobaldi ist horizontal geteilt, wie es typisch für die guelfischen Geschlechter war; das obere Feld ist von Gold, die untere Hälfte zeigt drei silberfarbene Roche (Schachtürme) auf rotem Feld.

## Familiengeschichte

### 13. und 14. Jahrhundert
Die Herkunft der Familie ist ungewiss: nach einer Tradition kam sie im 13. Jahrhundert aus dem südlich Florenz gelegenen Val di Pesa, nach anderen Quellen wohnte sie seit jeher in Florenz. Nur die hervorragendsten Mitglieder der lendenstarken und zahlreichen Familie können erwähnt werden. Familienmitglieder mit gleichen Vor- und Vatersnamen machen es oft schwierig, die exakte Genealogie festzustellen, die Streitigkeiten zwischen den verschiedenen Guelfen-Fraktionen, die sich in die Familienzweige hinein fortsetzten, verkleinerten das Problem nicht. Viele Familienmitglieder zeigten bemerkenswerte Mehrfachbegabungen.
Einer der frühesten aktenkundigen Frescobaldi um die Mitte des 13. Jahrhunderts ist Ghino Ugolino Frescobaldi, Mitglied der Arte di Calimala, der Gilde der Stoffhändler und -veredler. Um 1250 wurde sein ältester Sohn Lambertuccio Frescobaldi geboren. Dieser und sein Bruder Giovanni widmeten sich wie der Vater dem Stoffhandel und dem Bankgeschäft als Mitglieder der Arte del Cambio, der Geldwechslergilde, und der Arte della Lana. Ugolinos jüngster Sohn Tommaso wurde – dies eine Gepflogenheit vieler Patrizierfamilien – Geistlicher.
Schon Vater Lambertuccio tätigte Geschäfte mit der englischen Krone, der Sohn Giovanni ebenfalls. Die Frescobaldi gehörten früh, wie die Familien der Bardi, Peruzzi, Acciaiuoli, Strozzi, Albizzi und später die Medici zu den Unternehmern, die Florenz zum damals wichtigsten Handels- und Bankenzentrum Europas machten.
Lambertuccio heiratete 1271 Adimaringa di Orlandino di Spinello Ruffoli, aus der Verbindung stammten vier Söhne: Lippaccio, Taddeo, Dino, einer der bedeutendsten Dichter des dolce stil novo und Freund Dante Alighieris. Ihm übersandte er 1306, wie Giovanni Boccaccio berichtet, das von diesem verloren geglaubte Fragment der Divina Commedia, damit er das Werk vollende. Der vierte Sohn Lambertuccios war Giovanni, Poet wie sein Bruder.
Auch Lambertuccio selbst war als Schriftsteller tätig und schrieb politische Sonette. 1291 wurde Lambertuccio das Bürgermeisteramt (Podestà) von Padua angetragen, das die Basis für weitere geschäftliche Aktivitäten in Oberitalien wurde. Es entwickelten sich Geschäftsverbindungen mit den Herzögen von Kärnten und von Tirol. 1292 löste sich das Bankhaus auf und wurde von Lambertuccios Vetter Berto Frescobaldi, dem Lambertuccio einen großen und nie zurückgezahlten Kredit gewährt hatte, „feindlich“ übernommen. An der Bankgesellschaft Bertos war ab 1315 auch dessen Bruder Tegghia Frescobaldi beteiligt, der eine große Rolle in der Florentiner Politik jener Jahrzehnte spielte: vielfach Botschafter, 1292 Podestà in Parma, 1297 in Bologna. Die Lebensdaten Tegghias sind unbekannt.
1301 beherbergt Lambertuccio den Feldherrn Karl von Valois, der Florenz im Auftrag des Papstes Bonifatius VIII. besetzte. 1304, während der andauernden Auseinandersetzungen zwischen „schwarzen“ und „weißen“ Guelfen in Florenz, starb Lambertuccio.
Dino Frescobaldi heiratete eine nicht näher präzisierte Giovanna und hatte zwei Söhne: um 1297 wurde Matteo geboren, auch dieser ein geschätzter Poet, um 1298 ein weiterer Lambertuccio.
Wie andere Florentiner Bankiersfamilien finanzierten sie regierende Häuser, auch das englische. Die Zahlungsunfähigkeit von Eduard III. stürzte viele in den Bankrott, die Frescobaldi konnten sich bald darauf finanziell erholen.
Nach 1348 erschien von Lionardo di Niccolò Frescobaldi (Leonardo Frescobaldi) ein vielbeachteter Bericht einer Reise ins Heiligen Land.

### Vom 15. zum 17. Jahrhundert
Leonardo Frescobaldi (1485–1529), Sohn von Girolamo Frescobaldi, wie dieser erfolgreicher Bankier mit engen Beziehungen zur englischen Krone. Heinrich VIII. veranlasste ihn, dem Kaiser Maximilian I. zur Entlohnung seiner Söldner einen Kredit von 60.000 Gulden zu gewähren, der spät und nur teilweise zurückgezahlt wurde und ihn fast in den Bankrott getrieben hätte.
1481 wird Battista Frescobaldi als Teilnehmer an der Verschwörung der Pazzi gegen Lorenzo de’ Medici gehenkt. Die Medici erbauten dann auf einem Teil des Grundstücks des Palazzo Frescobaldi den Palazzo della Missione als Augustiner-Konvent. Später, im Cinquecento, wurden die Frescobaldi Anhänger der Medici, betätigten sich aber kaum politisch. Einige Familienmitglieder wurden zu Senatoren ernannt, in dieser Zeit wurden sie von den Medici mit dem erblichen Titel Marchese de’ Frescobaldi nobilitiert.
Der Komponist Girolamo Frescobaldi, in Ferrara 1583 geboren, 1643 in Rom gestorben, war zwar von 1628 bis 1633 auch in Florenz als Organist tätig, doch wurde keine Verwandtschaft mit der Florentiner Sippe nachgewiesen.

### Vom 18. Jahrhundert bis heute
Angelo Frescobaldi heiratete 1863 Leonia Albizi. Sie war die letzte direkte Erbin des mächtigen Florentiner Geschlechts, das mit den Medici konkurrierte. Damit gelangten die Frescobaldi in den Besitz der Tenuta Nipozzano (s. u.).

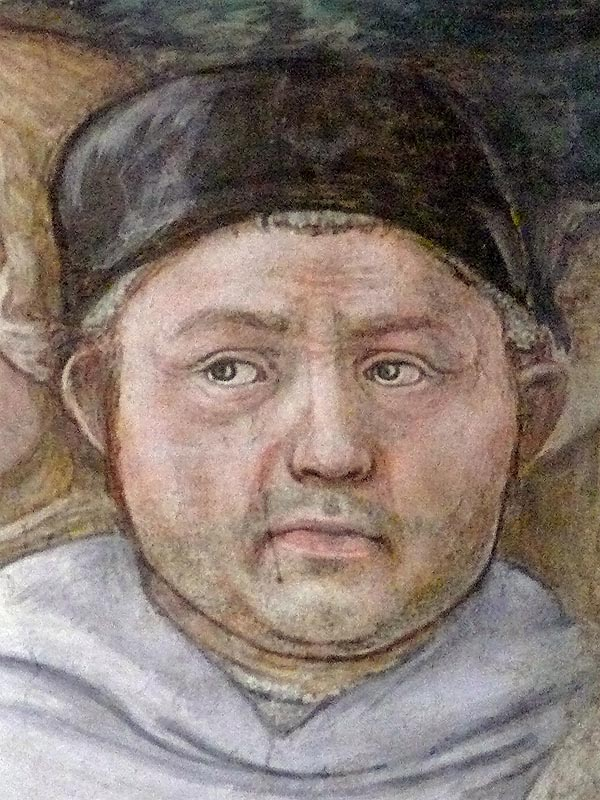
Fra Filippo Lippi

## Kunst, Architektur, Mäzenatentum
Die Frescobaldi besaßen eine Reihe Liegenschaften auf der Südseite des Arno. Ghino Frescobaldi erbaute den später so genannten Palazzo dei Lambertucci in der Via Maggio. Er war es auch, der 1252 mit eigenen Mitteln den Ponte Santa Trinita errichten ließ, der einen direkten Zugang ins Zentrum schuf. Die Brücke war wie der Ponte Vecchio aus Holz und wurde wie dieser erstmals vom Arno-Hochwasser 1333 weggerissen, letztmals im Zweiten Weltkrieg, aber stets wiederaufgebaut.
Im Viertel „Oltrarno“, wo die Frescobaldi ihren Sitz und Besitz hatten, veranlassten sie die Restaurierung und Verschönerung der Kirche San Jacopo Oltrarno aus dem 11. Jahrhundert.
Die Frescobaldi waren befreundet mit Künstlern wie Donatello, Michelozzo im Quattrocento, Michelangelo Buonarroti im Cinquecento, Artemisia Gentileschi und Lorenzo Lippi im Seicento.

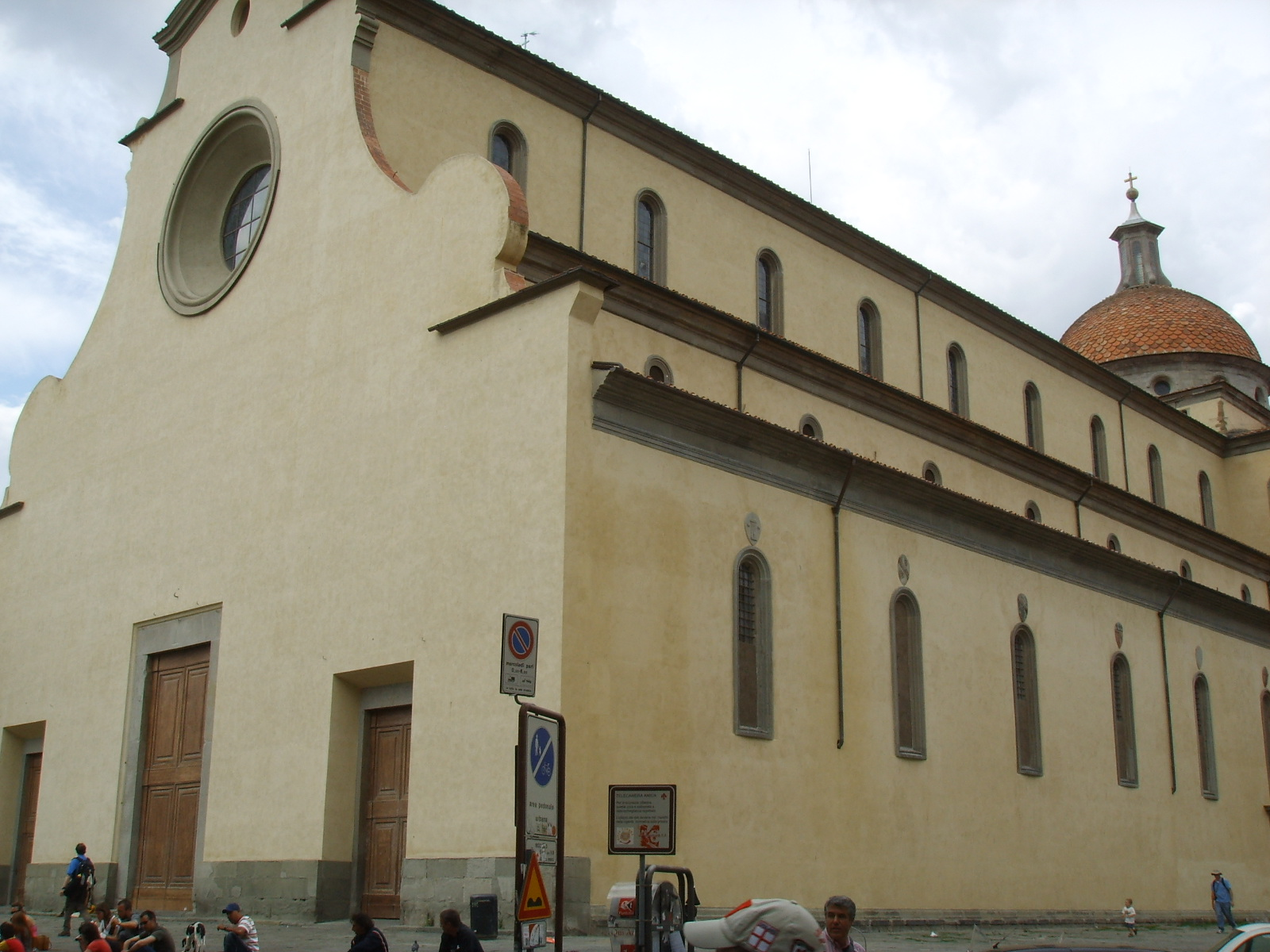
Basilica di Santo Spirito

Im Jahr 1444 erteilte Stoldo Frescobaldi, Sohn des Lamberto, Filippo Brunelleschi den Auftrag zum Bau der Kirche Santo Spirito auf eigenem Grund. Um die Mitte des Seicento beauftragte ein anderer Frescobaldi, Bartolomeo, den damals berühmtesten Porträtisten seiner Zeit, Lorenzo Lippi, eine Reihe der wichtigsten Persönlichkeiten der Familie zu malen.
Im Cinquecento wurde der ursprüngliche Palazzo Frescobaldi in ein Augustiner-Kloster umgewandelt (s. o.), in der Folge ließ Matteo Frescobaldi 1621–1644 einen neuen großen Palazzo in der Via Santo Spirito erbauen, der Stammsitz der Familie wurde: der noch heute existierende Palazzo Frescobaldi.
2013 stifteten die Frescobaldi in Würdigung ihrer mäzenatischen Tradition den Künstlerpreis
„Premio Artisti Frescobaldi“.

## Weinbau
Die ersten Dokumente, die den Weinbau bezeugen, datieren von 1308. Im 14. Jahrhundert belieferte das Florentiner Adelsgeschlecht viele europäische Herrscher-Höfe, darunter den französischen Königshof unter Katharina von Medici (1519–1589), den englischen Königshof unter Heinrich VII. (1457–1509) und den Vertrieb der Kaufmannsfamilie Fugger aus Augsburg. Auch der Großherzog der Toskana, Cosimo III. de’ Medici (1642–1723), würdigte die Qualität der Weinerzeugnisse. Mark Fisher schreibt, dass Michelangelo Buonarroti Kunstwerke gegen Wein von Frescobaldi eingetauscht habe.
In der zweiten Hälfte des 19. Jahrhunderts leitete Angelo Frescobaldi die Weinproduktion.
Seit 2011 arbeitet Frescobaldi mit der seit 1869 bestehenden Haftanstalt auf Gorgona, einer Insel des toskanischen Archipels, zusammen. Häftlinge werden mit dem Ziel der Resozialisierung im Weinbau eingesetzt. Ein Weinberg an der einzigen Stelle der Insel, die windgeschützt ist, trägt auf einer Fläche von 1 ha Sangiovese-, Vermentino- und Ansonica-Reben, der Wein heißt Gorgona.

## Die Weingüter
In chronologischer Reihenfolge sind die vier wichtigsten:

### Tenuta Castiglioni
Seit 1331 ist die Tenuta Castiglioni das älteste Weingut im Besitz der Frescobaldi, 24 km südwestlich Florenz im Chianti auf den Colli Fiorentini gelegen. Auf 148 von insgesamt 513 Hektar wächst die einheimische Rebe des Sangiovese, daneben in den letzten Jahren Merlot und Cabernet Sauvignon.

### Castello Pomino
Auf dem Gut in Castello Pomino, 35 km östlich von Florenz, wird seit 500 Jahren Weinbau betrieben. 108 von insgesamt 1458 Hektar sind außer mit Sangiovese mit Chardonnay, Pinot Nero, Pinot Bianco, Riesling, Gewürztraminer und Muskatreben bepflanzt.

### Castello Nipozzano
25 km östlich von Florenz, mit 300 Hektar Weinbergen von insgesamt 626 Hektar, auf denen Sangiovese gedieh. Im 11. Jahrhundert ging Castello Nipozzano von den Conti Guidi in den Besitz der Albizi über, 1855 begann Vittorio degli Albizi mit dem Anbau von Cabernet Sauvignon, Cabernet Franc, Merlot und Syrah. 1863 übernahm Angelo Frescobaldi, der Vittorios Schwester Leonia heiratete, das Weingut.

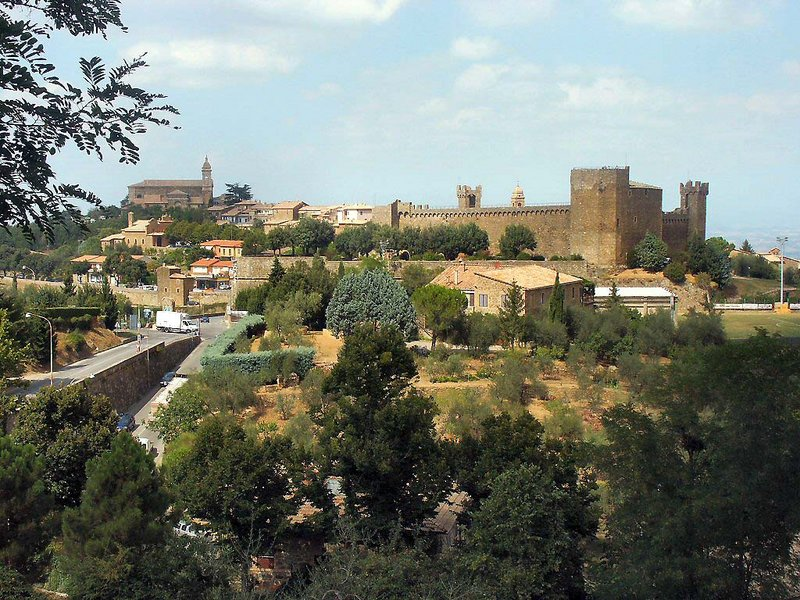
Montalcino, Zentrum der Brunello-Produktion

### Tenuta di Castel Giocondo
Erst 1989 gelangte Castel Giocondo in den Besitz der Frescobaldi. Auf den Hügeln von Montalcino, einem der berühmtesten Weinbaugebiete Italiens, erstreckt sich das Gut über 815 Hektar, von denen 235 mit Weinstöcken bepflanzt sind, überwiegend Sangiovese und Merlot. Auf 152 Hektar wird der Brunello kultiviert.

### Weitere Güter der Familie und Kooperationen
- Ammiraglia in der Maremma
- Remole in Sieci, östlich Florenz
- Ornellaia und Masseto südlich von Livorno
- Luce della vite in der Zone von Montalcino
- Danzante, eine Prosecco-Produktion nahe Conegliano (Venezien)
- Attems (Collio) in Friaul

Die Tenuta dell’Ornellaia und Luce della vita sind Joint ventures mit dem kalifornischen Weinhaus Robert Mondavi Winery.
Details über die Weingüter siehe auch im Artikel Vittorio de’ Frescobaldi.